# キョセム・スルタン

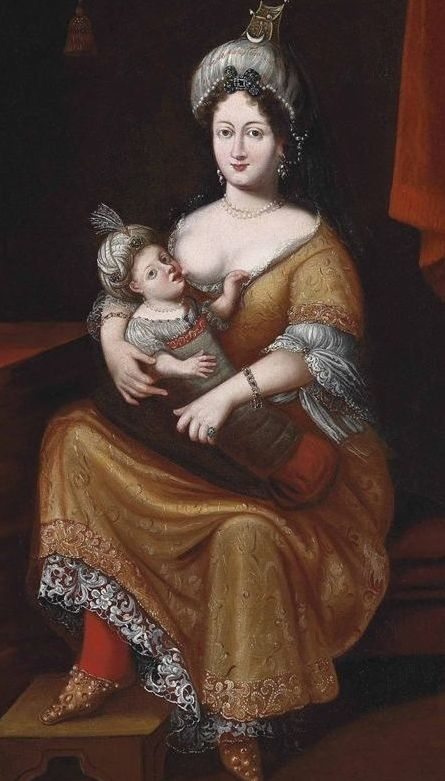
キョセム・スルタンとその息子

キョセム・スルタン（Kösem Sultan、1590年? - 1651年）は、アフメト1世の妃でムラト4世とイブラヒムの母である。母后として権力を握ったことで知られる。

## 生涯

### 後宮入りまで
キョセムは一般的にはギリシャのティノス島の司祭の娘として生まれたとされ元の名がアナスタシアであるとされるがこの説には異論も多い。
彼女はボスニア州の知事に奴隷として購入され、15歳頃にスルタンであるアフメト1世のハーレムに送られた。彼女がイスラム教に改宗するとマフペイケル（ペルシャ語で美しい月という意味）という名前が与えられたが、後にキョセム（群れの指導者という意味）と呼ばれるようになった。

### 王妃として
キョセムのハレムでの地位は早い時期に上がった。ハレム内で権力を握っていたアフメト1世の祖母のサフィエ・スルタンは1604年に宮廷から追放され、1605年に母后のハンダン・スルタンが死んだ。これらの要因がキョセムのハレムにおける地位向上を可能にした。また、アフメト1世のお気に入りの妻と考えられ、彼との間に多くの子供を産んだ。
ヴェネチアの大使のシモン・コンタリニはキョセムのことを「彼女は美しくぬけ目がなく、多くの才能を持っており、優れた歌を歌う。彼女が全ての人から尊敬されているわけではないが、いくつかの問題に目を傾けていて、スルタンは彼女を気に入っている。」と述べている。
しかし1617年に夫のアフメト1世が亡くなるとトプカプ宮殿を出て、旧宮殿へ引退した。

### 母后として
1623年に息子のムラト4世が即位するとキョセムは母后として権力を握った。
この頃のオスマン帝国の支配は混乱しており、オスマン2世の殺害に反発したアバザ・メフメト・パシャがアナトリア北部で反乱を起こしており、さらに、東方ではアッバース1世率いるサファヴィー朝がイラクを侵攻しており、バグダードが奪われていた。1631年にはイェニチェリが宮殿を襲撃し、大宰相が殺害された。兄のオスマン2世と同じく殺害されるのを恐れたムラト4世は1632年に権力を掌握し、親政を開始した。しかしそれ以降もキョセムは帝国政府の会議に出席するなど権力を握った。
1640年にムラト4世が亡くなるともう一人の息子のイブラヒムが即位し、キョセムは再び母后として権力を掌握した。しかしイブラヒムは精神的に問題があり、また奇行が多かったため、1647年キョセムは大宰相のサリフ・パシャと共にイブラヒムを退位させようとしたが、失敗しサリフ・パシャは処刑され、キョセムは宮廷から追放された。翌年の1648年にイブラヒムが退位させられて、幼いメフメト4世が即位するとキョセムは再び権力を握ることになった。

### キョセムの死
メフメト4世のもとで権力の絶頂にあったキョセムであったが、今度はメフメト4世の母のトゥルハン・スルタンと対立するようになった。トゥルハンの権力を邪魔に思ったキョセムはメフメト4世を廃位し、異母弟のスレイマンを擁立しようとした。しかしキョセムの使用人のメレキ・ハトゥンがトゥルハンに密告し計画は発覚した。1651年、トゥルハンは刺客をおくり、キョセムを殺害した。
キョセムの亡骸は夫のアフメト1世の霊廟に埋葬された。

## 子女
- シェフザーデ・メフメト（1605年 - 1621年）
- ムラト4世（1612年 - 1640年）
- シェフザーデ・スレイマン（1613年 - 1635年）
- シェフザーデ・カースム（1614年 - 1638年）
- イブラヒム（1615年 - 1648年）

## キョセムを演じた人物
- 新・オスマン帝国外伝〜影の女帝キョセム〜・・・アナスタシア・ツィリビウ、ベレン・サート（第17回から）、ニュルギュル・イェシルチャイ（第2シーズンから）